# باغ بلور
باغ بلور فیلمی به کارگردانی ناصر محمدی و نویسندگی غلامرضا گمرکی، منصور تهرانی محصول سال ۱۳۵۷ است.
خلاصه فیلم
تقی و زری از شهرستان فرار می کنند که در تهران با هم ازدواج کنند. در تهران اتاقی اجاره می کنند و تقی به دنبال فراهم آوردن مقدمات از خانه خارج می شود. در غیاب تقی، محمود سعی می کند خود را به زری نزدیک کند. زری در درگیری با محمود او را از پنجره به بیرون هل می دهد و به خیال آن که او را کشته، فرار می کند

موسیقی فیلم
ترانه‌ای با همین نام با ترانه‌سرایی منصور تهرانی و با آهنگسازی حسن شماعی‌زاده و با صدای ابی در تیتراژ پایانی فیلم ساخته و اجرا شده است…

## بازیگران
- پرویز فنی‌زاده
- لیلا فروهر
- فریده بیات
- جواد گلپایگانی
- پروین سلیمانی
- عزت‌الله رمضانی‌فر
- هومن مفید
- حسین خانی‌بیک